# Unitat de beguda estàndard

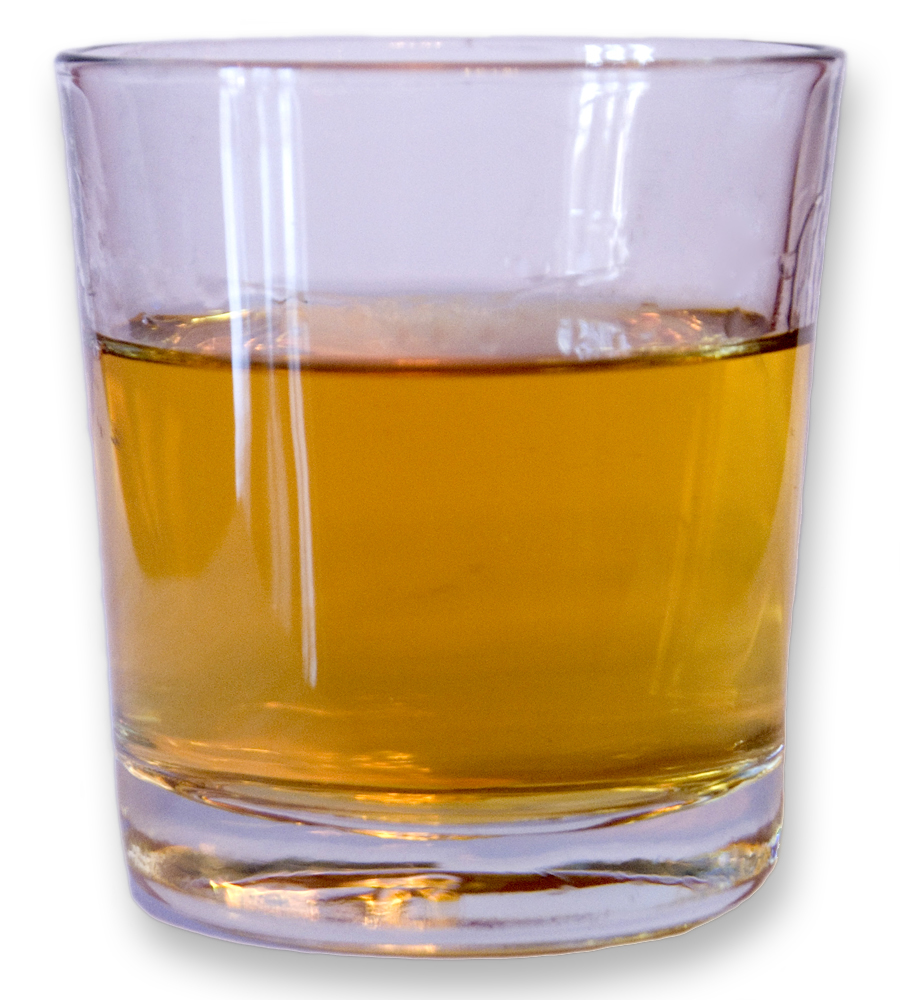
Una "unitat de beguda estàndard" no reflecteix necessàriament una porció típica, tal com es veu aquí

Una unitat de beguda estàndard (UBE) és una mesura artificiosa que conté una determinada quantitat d'alcohol pur (etanol). La UBE s'utilitza en molts països per quantificar el consum d'alcohol. En general s'expressa com un certa quantitat de cervesa, vi o licor. Una UBE conté sempre la mateixa quantitat d'alcohol, independentment de la mida del contenidor o el tipus de beguda alcohòlica, però no necessàriament es correspon amb la mesura típica que es serveix en el país.
| Beguda                         | Consumició habitual            | Equivalència en UBE |
| ------------------------------ | ------------------------------ | ------------------- |
| Cervesa (3-5º)                 | Un quinto / una canya (200 ml) | 1 UBE               |
| Cervesa (3-5º)                 | Un litre                       | 5 UBE               |
| Vi, cava (12-14º)              | Un got (100 ml)                | 1 UBE               |
| Vi, cava (12-14º)              | Un litre                       | 10 UBE              |
| Cigaló (“carajillo”)           | (25 ml)                        | 1 UBE               |
| Vi dolç/xerès/vermuts (18-20º) | Una copa (50 ml)               | 1 UBE               |
| Destil·lats (40-50º)           | Una copa (50 ml)               | 2 UBE               |
| Destil·lats (40-50º)           | Un combinat (50 ml)            | 2 UBE               |

La unitat de beguda estàndard espanyola equival a 10 g d'alcohol pur, que és la quantitat d'alcohol que hi ha en un got petit de vi, una canya de cervesa o mitja copa de licor.